# Karl E. Nyqvist
Karl Eugen Nyqvist, född 20 oktober 1903 i Offerdals församling, Jämtlands län, död 27 februari 1984 i Offerdals kyrkobokföringsdistrikt, var en svensk fackföreningsman, kommunalpolitiker och släktforskare, bosatt i Borgvik, Tulleråsen.
Nyqvist blev medlem i IOGT 1916, var styrelseledamot i grundloge och ungdomsintendent i Offerdalskretsen 1936–39 och arkivarie 1935–36. Han var ordförande i lokalsjukkassan 1925–27, kassör 1928–34, styrelseledamot 1943 och sekreterare 1947. Han var sekreterare i lokalavdelningen av Svenska skogs- och flottningsarbetareförbundet 1927–42 och kretssekreterare från 1936.
Nyqvist medverkade i Länstidningen Östersund och blev dess huvudombud för Offerdal 1943. Han blev styrelseledamot i Norra Offerdals arbetarekommun 1934 och kassör 1938. Han blev ledamot av Offerdals kommunalfullmäktige 1935 samt av dess beredningsutskott 1936, vice ordförande i kommunalfullmäktige 1942, ledamot av valnämnden 1935, fastighetstaxeringsnämnden 1937, kristidsnämnden 1939, hälsovårdsnämnden 1940 och pensionsnämnden 1940.
Nyqvist blev kommunens representant i förvaltningsnämnden för Offerdals hemvärnsområde 1941, vägnämndsombud 1943, ordförande och kassör i hemhjälpsnämnden 1943 och ordförande i brandsynenämnden 1948. Han blev ledamot av kyrkofullmäktige 1943, kassör i lokalavdelningen av Svenska folkets understödsförening 1937 samt godeman och styrelseledamot i Offerdals brandstodsbolag 1946. Han var fullmäktig i sjukkassan 1938–43, länsarbetsnämndens representant för arbetstagarparten i kretsrådet för Näldenkretsen 1942, arbetsförmedlingsombud 1945, landstingets representant i Offerdals dispensärnämnd 1947 samt av landstinget vald till juryman 1950–53 enligt nya tryckfrihetsförordningen.
Nyqvist bedrev omfattande genealogiska studier och förvärvade sig därigenom mycket god kännedom om sin församlings befolkning. Han uppgav sig vara "i 64:e led ättling av den irländske konungen Inghis som levde 100 år före Kristus samt av Karl den store, de svenska, norska, engelska, franska och skotska konungarna i äldre tid".
Han var från 1939 gift med Frida Margareta Nyqvist (1913–2006).